# ملعب مالفيناس أرخنتيناس
ستاد مالفيناس أرخنتيناس هو ستاد يستخدم لكرة القدم في مدينة ميندوزا في الأرجنتين عند حديقة العميد سان مارتن. الملعب بني في عام 1976 في إطار التحضير لبطولة كأس العالم لكرة القدم 1978. لديه القدرة على إستيعاب 45000 متفرج، على الرغم من أنه لا يوفر مقاعد لهم جميعا، مثل العديد من الملاعب الأرجنتينية.
الستاد استخدم ليسما بسيوداد ميندوزا، ولكن تم تغيير اسمه لاحقا بعد أحداث حرب الفوكلاند بين الأرجنتين وبريطانيا.

## استضافة كأس العالم 1978
استضاف ملعب مالفيناس أرخنتيناس المباريات التالية في بطولة كأس العالم 1978:
| تاريخ    | الجولة | مجموعة     | فريق #1  | النتيجة | فريق #2  | حضور   |
| -------- | ------ | ---------- | -------- | ------- | -------- | ------ |
| 3 يونيو  | 1      | المجموعة 4 | هولندا   | 3–0     | إيران    | 33,431 |
| 7 يونيو  | 1      | المجموعة 4 | هولندا   | 0–0     | بيرو     | 28,125 |
| 11 يونيو | 1      | المجموعة 4 | إسكتلندا | 3–2     | هولندا   | 35,130 |
| 14 يونيو | 2      | المجموعة ب | بيرو     | 0–3     | البرازيل | 31,278 |
| 18 يونيو | 2      | المجموعة ب | بيرو     | 0–1     | بولندا   | 35,288 |
| 21 يونيو | 2      | المجموعة ب | البرازيل | 3–1     | بولندا   | 39,586 |